# ジーンズの定理
ジーンズの定理 (ジーンズのていり、英: Jeans theorem) は、無衝突重力多体系の定常分布がどのようなものかを記述する定理である。この定理は球状星団や銀河、ダークマターハローの質量分布や重力ポテンシャルのモデルを構成する理論的基礎を与える。1915年にジェームズ・ジーンズによって導かれた。

## 概要
無衝突重力多体系の状態は位相空間上の分布関数 f (t,x,v) によって記述され、その時間発展は無衝突ボルツマン方程式 (ブラソフ方程式) により与えられる。
{\displaystyle {\frac {\partial f}{\partial t}}+{\boldsymbol {v}}\cdot {\frac {\partial f}{\partial {\boldsymbol {x}}}}-\nabla \Phi \cdot {\frac {\partial f}{\partial {\boldsymbol {v}}}}=0}
ここに t は時刻、x は座標、v は速度、Φ は重力ポテンシャルである。
ジーンズの定理は以下を主張する:
分布関数 f (x,v) がポテンシャル Φ に対応する運動の積分 Is (x,v) の関数 f (I1,I2,...,Ik) であるとき、またそのときに限って、その分布関数 f は無衝突ボルツマン方程式の定常解 (時刻 t  に陽に依存しない解) を与える。
従って、系の運動の積分がすべて特定されているときには、ジーンズの定理を用いて定常な分布関数の形を強く制限することができる。ただし一般的には運動の積分をすべて求めることは困難であり、運動の積分を用いて定常分布を求めることは現実的ではない。運動の積分が求まる球対称系などの対称性の高い場合には、ジーンズの定理は定常分布に関する有用な知見を与える。

## 球対称分布への応用
系が空間的に球対称な分布であることを仮定すると、一般に運動の積分としてエネルギー E と角運動量 L が存在する。
{\displaystyle E={\frac {1}{2}}{\boldsymbol {v}}^{2}+\Phi ({\boldsymbol {x}}),\ \ {\boldsymbol {L}}={\boldsymbol {x}}\times {\boldsymbol {v}}}
従ってジーンズの定理により球対称系の定常な分布関数は
{\displaystyle f(E,|{\boldsymbol {L}}|)}
という形のものに限られる。ここで分布関数が角運動量の絶対値 L = |L| にのみ依存するのは、そうでなければ角運動量の向きという非等方な量が分布関数に導入されるため、球対称性を破るからである。

### 等方な速度分布の場合
分布関数が角運動量の大きさ L に依存せずエネルギー E だけの関数 f (E) である場合、分布関数の速度依存性は運動エネルギー v2/2 を通じてのみ生じる。従ってこの場合すべての空間点において速度分布が向きに依存しない等方的な速度分布となる。
特に、分布関数がエネルギー E のべき関数
{\displaystyle f(E)=F(-E)^{n-3/2}\ \ {\text{for}}\ E<0}
(F は係数) である場合をポリトロープモデルと呼ぶ。
このとき重力ポテンシャル Φ と密度 ρ は
{\displaystyle \rho (r)={\frac {(2\pi )^{3/2}F}{n!}}\Gamma \left(n-{\frac {1}{2}}\right)\left[-\Phi (r)\right]^{n}}
という関係で結ばれ、これをジーンズ方程式と比較するとポテンシャル Φ の関数形を決定するレーン＝エムデン方程式が得られる。
特に n=5 のポリトロープモデルはプラマーモデルに等しい。
同様の考え方で導かれた定常分布として他にハーンキストモデルや等温モデル、キングモデルなどがある。
なお、分布関数 f (E) は、それがエネルギー E の減少関数であるならば、摂動に対して安定である (Antonov の第二法則および Doremus-Feix-Baumann の定理)。

### 非等方な速度分布の場合
分布関数が角運動量 L への依存性を持つとき、速度分布に非等方性が生じる。この非等方性の強さはパラメータ
{\displaystyle \beta =1-{\frac {\sigma _{\theta }^{2}+\sigma _{\phi }^{2}}{2\sigma _{r}^{2}}}}
(σi は速度分散テンソルの球座標系での成分) により特徴づけられる: 等方的ならば β=0 で、β>0 のとき動径方向に、β<0 のとき (r-一定面の) 接方向に偏った分布となる。このような分布関数としては、角運動量依存性がべき関数である
{\displaystyle f\propto L^{\gamma }f_{1}(E)}
という形などが用いられることがある。
なお、速度分布の非等方性が強く動径方向の運動が卓越している場合、分布関数がエネルギーの減少関数であっても、動径軌道不安定性 (英: radial orbit instability) のために系は摂動に対して不安定になり得る。